# 오노다선
오노다선(일본어: 小野田線)은 일본 야마구치현 우베시의 이노 역부터 산요오노다시의 오노다역까지와 스즈메다역부터 분기해서 나가토모토야마역에 이르는 서일본 여객철도의 철도 노선(지방 교통선)이다.

## 노선 정보
- 관할 (사업 종별) : 서일본 여객철도 (제 1 종 철도사업자)
- 노선 거리 (영업 거리) :
  - 이노 역 - 오노다 역 간 : 11.6km
  - 스즈메다 역 - 나가토모토야마 역 간 : 2.3km
- 궤간 : 1067mm
- 역 수 : 11 (기종점역 포함)
  - 오노다 선 소속 역으로 한정된 경우, 우베 선 소속의 이노 역과 산요 본선 소속의 오노다 역이 제외되어, 9역이 된다.
- 복선화 구간 : 없음 (전 구간 단선)
- 전철화 구간 : 전 구간 (직류 1500V)
- 폐색 방식 : 특수 자동 폐색식
- 최고속도 : 85km/h
- 운전 지령소 : 히로시마 종합 지령소 아사 파출

## 역 목록

### 본선
| 우 베 선    | 우베신카와     | 宇部新川 | -   | 1.8  | 서일본 여객철도 우베 선 (신야마구치 방면) | 우베시       |
| 오 노 다 선 | 이노           | 居能     | 1.8 | 0.0  | 서일본 여객철도 우베 선 (우베 방면)       | 우베시       |
| 오 노 다 선 | 쓰마자키       | 妻崎     | 2.5 | 2.5  |                                           | 우베시       |
| 오 노 다 선 | 나가토나가사와 | 長門長沢 | 0.7 | 3.2  |                                           | 우베시       |
| 오 노 다 선 | 스즈메다       | 雀田     | 1.3 | 4.5  | 서일본 여객철도 오노다 선 모토야마 지선   | 산요오노다시 |
| 오 노 다 선 | 오노다코       | 小野田港 | 2.0 | 6.5  |                                           | 산요오노다시 |
| 오 노 다 선 | 미나미오노다   | 南小野田 | 0.6 | 7.1  |                                           | 산요오노다시 |
| 오 노 다 선 | 미나미나카가와 | 南中川   | 1.2 | 8.3  |                                           | 산요오노다시 |
| 오 노 다 선 | 메데           | 目出     | 1.4 | 9.7  |                                           | 산요오노다시 |
| 오 노 다 선 | 오노다         | 小野田   | 1.9 | 11.6 | 서일본 여객철도 산요 본선                 | 산요오노다시 |

### 모토야마 지선
| 역명           | 일어 역명 | 역간 거리 | 영업 거리 | 접속 노선                      |
| -------------- | --------- | --------- | --------- | ------------------------------ |
| 스즈메다       | 雀田      | -         | 0.0       | 서일본 여객철도 오노다 선 본선 |
| 하마고치       | 浜河内    | 1.3       | 1.3       |                                |
| 나가토모토야마 | 長門本山  | 1.0       | 2.3       |                                |